# Geoff Bunn
Geoff Bunn, född 1963 i Birmingham, är en brittisk konstnär och författare.
Efter att ha arbetat som ingenjör studerade Bunn i Wales och vid Cheltenham. 2003 flyttade han från Storbritannien till Limousin i Frankrike  där han varit bosatt sedan dess (men han har också ett hus i Huaröd i Kristianstad kommun i Sverige).
I början av 1980-talet vann Bunn ryktbarhet som en av konstnärerna i en ny generation brittiska konstnärer.
Han fick Cartazinipriset 2007.